# トマス・オブ・ウッドストック
初代グロスター公トマス・オブ・ウッドストック（Thomas of Woodstock, 1st Duke of Gloucester, 1355年1月7日 - 1397年9月8日または9月9日）は、イングランドの王族。イングランド王エドワード3世と王后フィリッパ・オブ・エノーの第13子（末子）。初代グロスター公。
成人したエドワード3世の5人の王子のひとりで、エドワード黒太子、クラレンス公ライオネル・オブ・アントワープ、ランカスター公ジョン・オブ・ゴーント、ヨーク公エドマンド・オブ・ラングリーの弟にあたる。

## 生涯
1355年、オックスフォードシャーのウッドストック宮殿で生まれた。すぐ上のふたりの兄は夭折したが、そのうちのひとりも名がトマスだった。1376年、エレノア・ド・ブーンと結婚。舅の第7代ヘレフォード伯兼エセックス伯ハンフリー・ド・ブーンからエセックス伯を継承した。なお義妹のメアリー・ド・ブーンは甥のヘンリー・ボリングブルック（後のヘンリー4世）の妻でもある。
父が始めた百年戦争に加わり1381年にイングランドへ帰国するまでフランスを転戦、その間の1377年に22歳でバッキンガム伯を叙爵される。1385年にはオーマール公を叙爵されたが、同じ頃に新たに創設されたグロスター公を叙爵された。
グロスター公は、甥でもある時の国王リチャード2世の側近政治を打破することを画策した有力貴族の一派・訴追派貴族の首領格だった。1386年3月に調停役で兄のランカスター公がカスティーリャへ遠征に向かうと、アランデル伯リチャード・フィッツアラン、ウォリック伯トマス・ド・ビーチャム、ノッティンガム伯トマス・モウブレー、ボリングブルックら4人と結託して国王側近の初代サフォーク伯マイケル・ド・ラ・ポールを10月の議会で弾劾、投獄に追いやった。更にリチャード2世に圧力をかけて国政主導と王の財政を監視する常設委員会（または常設評議会）を設置させ、自らは委員長になり主導権を握った。
リチャード2世がこれに反抗する姿勢を見せ、軍勢を集め始めると他の訴追派貴族と共に迎撃の用意を整え、1387年末にラドコット・ブリッジの戦いで同じ国王側近のアイルランド公ロバート・ド・ヴィアーの軍に不意打ちをかけて大勝すると、リチャード2世はロンドン塔に謹慎を余儀なくさせられ、翌1388年2月に非情議会でアイルランド公はじめ側近8名が反逆罪で弾劾されるとその処刑をも認めざるをえなかった。しかし、委員会はスコットランドとのオッターバーンの戦いに敗北した上、弾劾の正当性に疑問の声が上がり始め次第に窮地に陥り、1389年5月にリチャード2世がこうした世論を背景に親政を宣言すると委員会は廃止されグロスター公ら委員は解任され、11月にカスティーリャから帰国したランカスター公の調停もありリチャード2世と和解した。

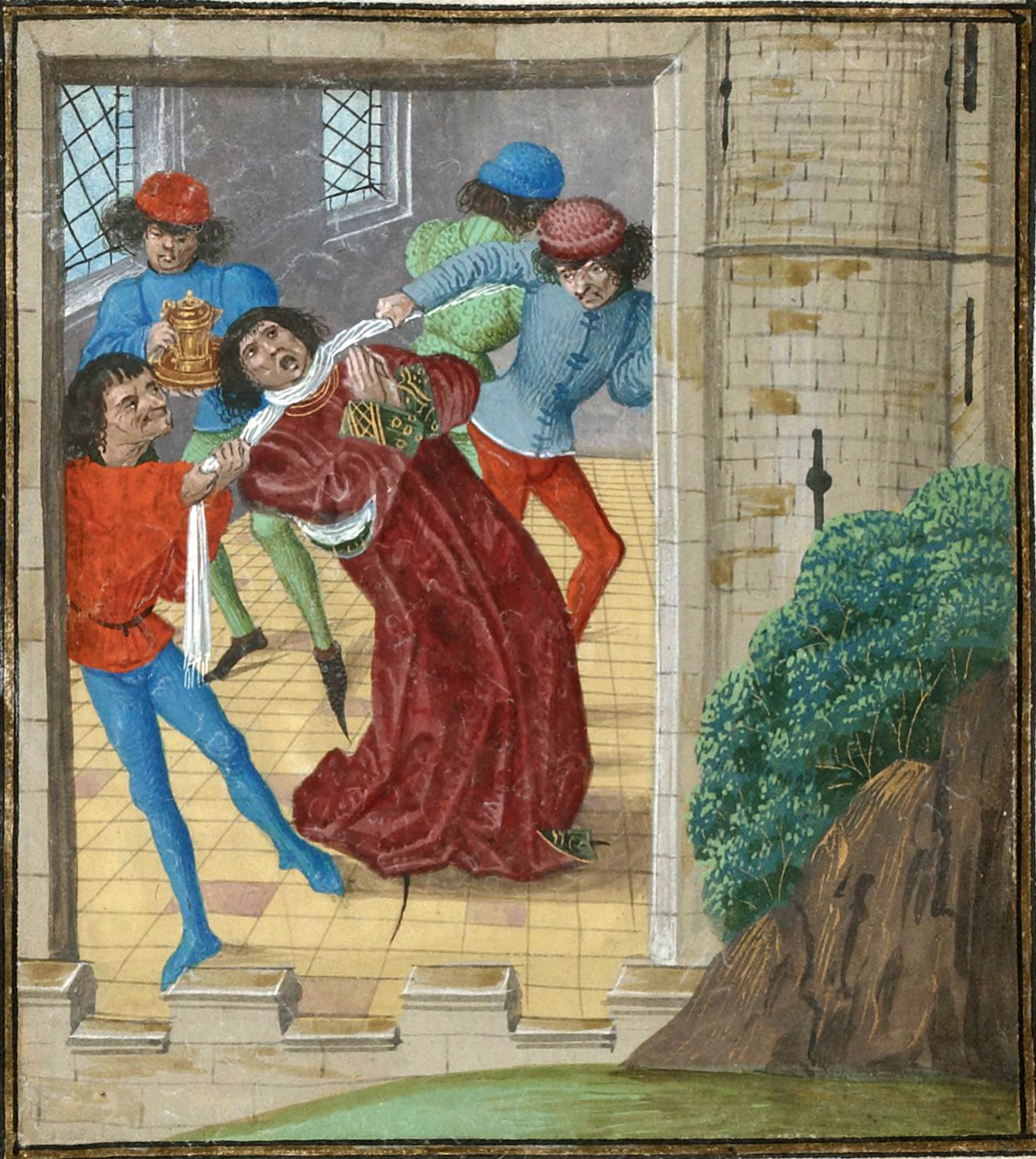
トマスの暗殺

以後手足をもぎ取られたリチャード2世は悶々とした日々を送るが、雌伏10年の後にこの雪辱を果たす。1396年にリチャード2世はフランスと休戦協定を結び、フランス王シャルル6世の娘イザベラと再婚したことにグロスター公ら訴追派貴族が再度反発したが、1397年7月にリチャード2世が先手を打って自ら訴追派貴族をロンドンの晩餐に招き、彼らがそれを当然のように無視すると、国王招宴拒否を理由に彼らに大逆罪を適用したのである。ノッティンガム伯とボリングブルックはリチャード2世に懐柔されて訴追派貴族は分断され、アランデル伯は処刑、ウォリック伯は終身刑にされた。

グロスター公は身柄を拘束され、裁判を受けるためにカレーの地で拘禁されたが、間もなく何者かによって殺害された。しかし刺客を差し向けたのがリチャード2世であることは誰の目にも明らかだったので、こうした露骨な手段で政敵を葬った国王に対してイングランド貴族の間で抗議の声が噴出、これがリチャード2世の不人気に一層拍車をかけることにつながったと考えられている。

## 子女
エレノアの間に1男4女を儲けた。
- ハンフリー（英語版）（1381年頃 - 1399年） - バッキンガム伯
- アン（1383年頃 - 1438年） - 3度結婚。最初は第3代スタッフォード伯トマス・スタッフォードと結婚、次にその弟で第5代スタッフォード伯エドマンド・スタッフォードと再婚、最後にウー伯ウィリアム・バウチャーと再々婚。
- ジョーン（1384年 - 1400年） - 第5代タルボット男爵ギルバート・タルボット（英語版）と結婚
- イザベル（1385年/1386年 - 1402年）
- フィリッパ（1388年頃） - 夭折

トマスの死は大逆罪の審理中だったため、息子ハンフリーにはグロスター公を襲爵することが許されず、グロスター公は1代限りで一旦廃絶となった。ハンフリーにはバッキンガム伯の襲爵が許されたものの、その後2年たらずで死去している。
長女のアンは有力貴族のスタッフォード伯エドムンド・スタッフォードに嫁ぎ、後の初代バッキンガム公ハンフリー・スタッフォードを儲けた。その孫が薔薇戦争の時代にリチャード3世の興亡に大きく関わった第2代バッキンガム公ヘンリー・スタッフォードである。

## 紋章

トマスの紋章

グロスター公として、トマスはボーデュアが異なる王国の紋章を使った。